# Fukuivenator

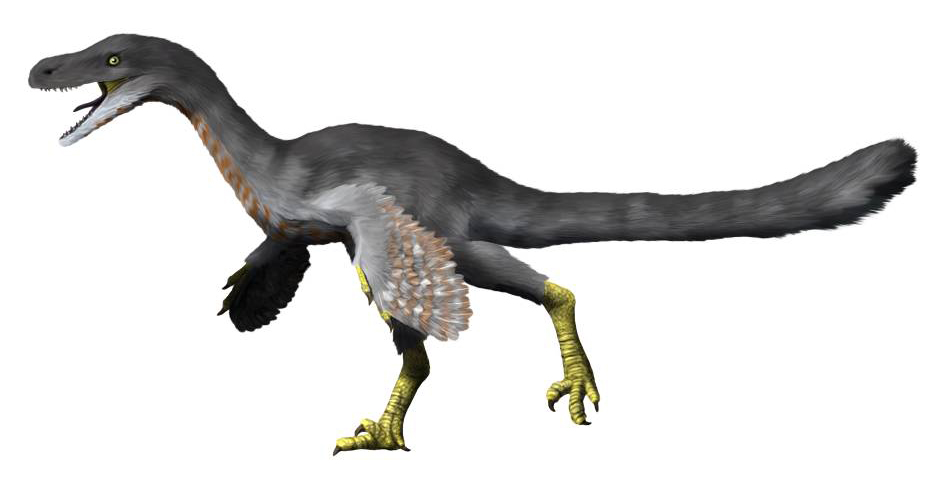
Fukuivenator paradoxus

Fukuivenator paradoxus is een theropode dinosauriër, behorend tot de Coelurosauria, die tijdens het vroege Krijt leefde in het gebied van het huidige Japan.

## Vondst en naamgeving

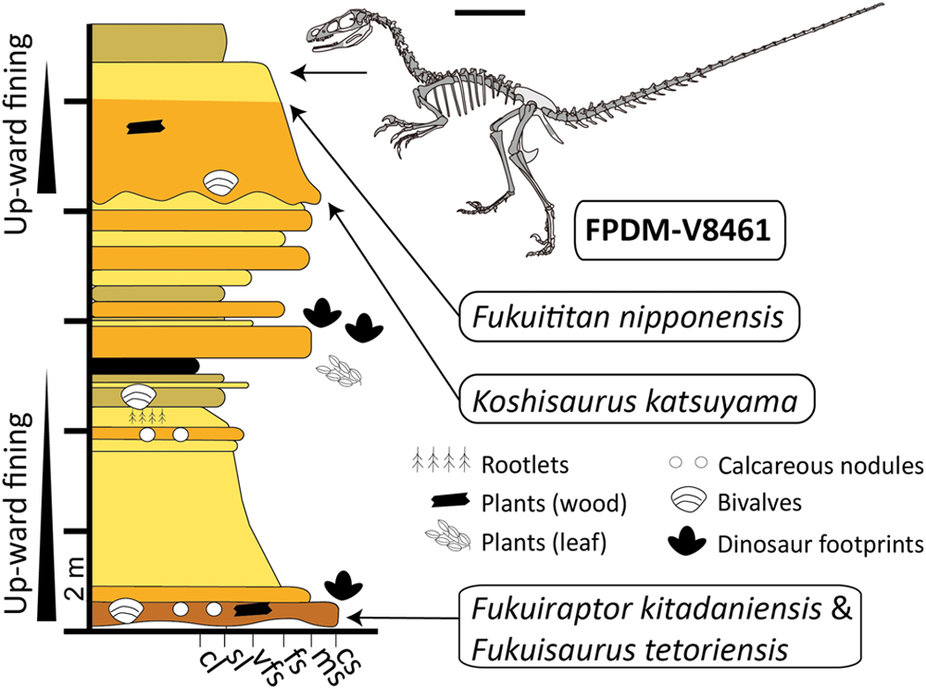
De stratigrafie van de laag waarin Fukuivenator werd gevonden

In augustus 2007 werden in de Kitadani Dinosaur Quarry de resten gevonden van een kleine theropode. Ze vertegenwoordigden de meest complete Japanse vondsten van een Mesozoïsche theropode dinosauriër. In 2010 werd de vondst gemeld als een dromaeosauride.
In 2016 werd de typesoort Fukuivenator paradoxus benoemd en beschreven door Yoichi Azuma, Xu Xing, Masateru Shibata, Soichiro Kawabe, Kazunori Miyata en Takuya Imai. De geslachtsnaam verbindt de naam van de prefectuur Fukui met het Latijnse venator, "jager". De soortaanduiding verwijst naar de paradoxale combinatie van kenmerken die het dier toont.
Het holotype, FPDM-V8461, is gevonden in een laag van de Kitadaniformatie die dateert uit het Barremien-Aptien. De precieze datering is zeer onzeker. Het bestaat uit een gedeeltelijk skelet met schedel en onderkaken. Bewaard zijn gebleven: de rechterpraemaxilla met twee tanden, het linkerbovenkaaksbeen, het linkertraanbeen, het rechterjukbeen, het rechterpostorbitale, het linkersquamosum, beide voorhoofdsbeenderen, de hersenpan, een mogelijk linkerectopterygoïde, het linkerpeterygoïde, het rechterverhemeltebeen, de achterkant van het rechterdentarium van de onderkaak, acht halswervels, tien ruggenwervels, vijf sacrale wervels, dertig staartwervels, ribben, buikribben en chevrons, de schoudergordel, de voorpoten, beide schaambeenderen, een stuk van het linkerzitbeen en beide achterpoten. In totaal zijn 160 beenderen en fragmenten geborgen. De botten lagen niet in verband en zijn opgegraven op een oppervlakte van vijftig bij vijftig centimeter. Ze maken deel uit van de collectie van het Fukui Prefectural Dinosaur Museum.

## Beschrijving

### Grootte en onderscheidende kenmerken
Het holotype heeft een geschatte lengte van 245 centimeter en een geschat gewicht van vijfentwintig kilogram.
De beschrijvers wisten veertien autapomorfieën vast te stellen, unieke afgeleide eigenschappen. Het neusgat is uitzonderlijk groot maar iets kleiner dan de fenestra antorbitalis in hoogte. De fenestra promaxillaris is groot, ongeveer gelijk in grootte aan de fenestra maxillaris. Op de binnenwand van de uitholling voor de fenestra antorbitalis ligt in het traanbeen een grote ovale pneumatische opening, schuin boven en achter de fenestra maxillaris. Het traanbeen heeft een diepe groeve op de buitenwand van de voorste tak en een richel op de buitenwand van de neergaande tak. Het postorbitale heeft een tak naar het voorhoofdsbeen met een T-vormige dwarsdoorsnede en een tak naar het squamosum die zijwaarts een beenplateau vormt. De tubera basilaria van de hersenpan hebben ieder een langgerekte bult op hun achterkant. Het gebit is heterodont met robuuste ongekartelde tanden, waaronder kleine spatelvormige voorste tanden, grote naar achteren gekromde middelste tanden en kleine bijna symmetrische achterste tanden. Bij de halswervels ligt rond de openingen van het ruggenmergkanaal een complex systeem van richels voor de aanhechting van de pezen tussen de doornuitsteeksels, met diepe en wijde groeven en bijkomende diepe uithollingen. Bij de voorste halswervels vormen de richels russen de voorste gewrichtsuitsteeksels, tussen de achterste gewrichtsuitsteeksels en tussen die uitsteeksels en de zijuitsteeksels samen een uitgebreid beenplateau. De voorste en middelste halswervels hebben gevorkte doornuitsteeksels. Bij de wervels van de rug, het heiligbeen en de voorste staart zijn de hyposfeen en de richels tussen de achterste gewrichtsuitsteeksels en het wervellichaam sterk zijwaarts gebogen zodat ze, samen met de facetten van de achterste gewrichtsuitsteeksels een diepe gepaarde uithollingen vormen waarin de voorste gewrichtsuitsteeksels van de achterliggende wervels passen. De sacrale ribben hebben twee bovenliggende takken. De middelste staartwervels hebben voorste gewrichtsuitsteeksels die overdwars en aan het uiteinde gevorkt zijn.

### Skelet

#### Schedel

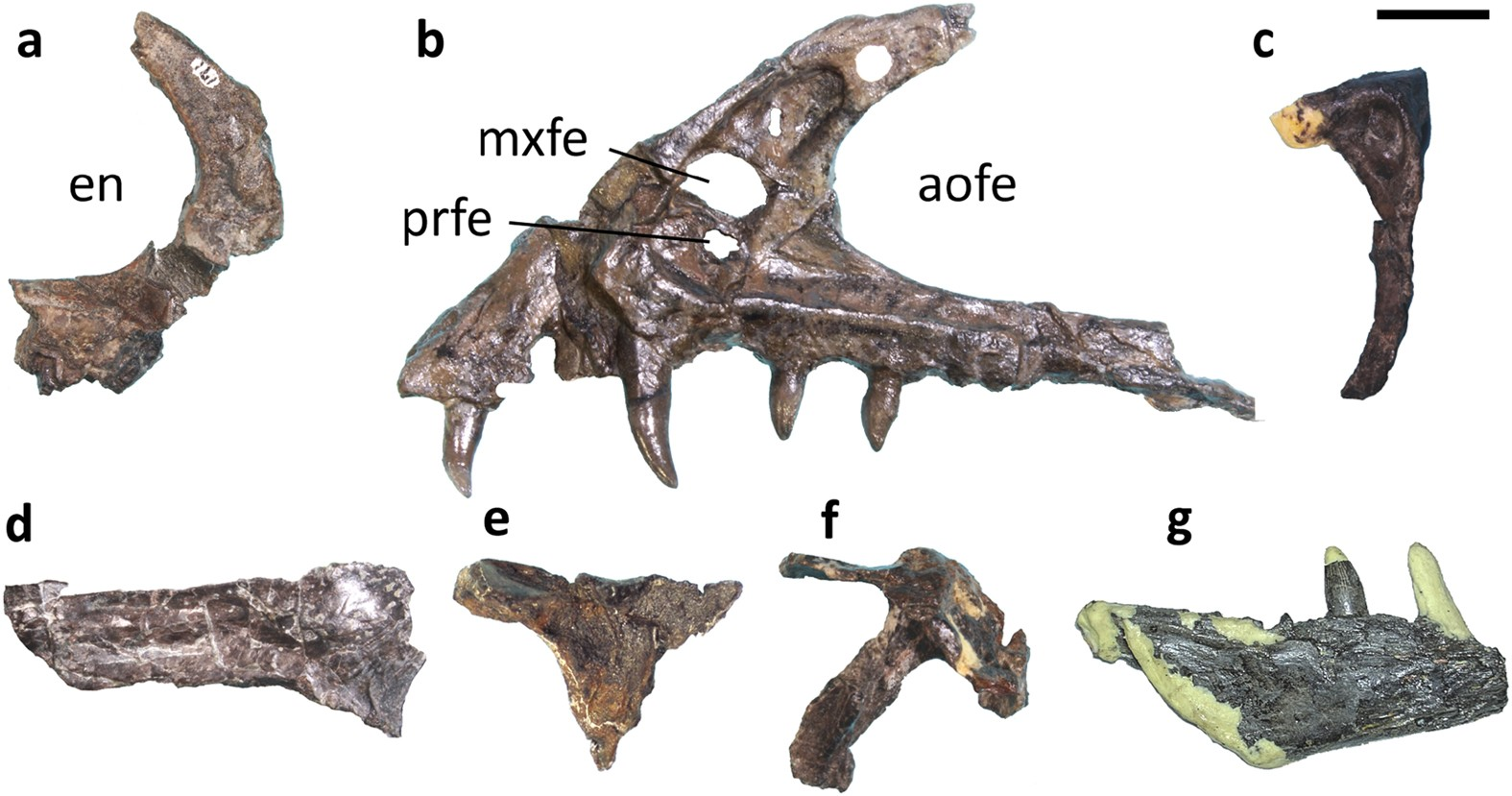
FPDM-V8461: Schedelbotten

De schedel heeft een geschatte lengte van drieëntwintig centimeter. Een gevonden bot van de snuit is geïdentificeerd als een praemaxilla. Indien dit correct is, heeft Fukuivenator een gigantisch neusgat. Onder dat neusgat bezit de praemaxilla een brede interne vleugel, net als bij de dromaeosauriden. Ook afgeleid is een zeer lange achterste taak naar het bovenkaaksbeen. De fenestra promaxillaris is groot volgens Xu; Michael Mortimer wees erop dat deze opening alleen groot is als men de fossa eromheen meetelt. De fenestra maxillaris ligt hoog en vooraan, omgeven door een aparte uitholling. Het traanbeen is vermoedelijk T-vormig; de achterste tak is bij het fossiel afgebroken. Het voorhoofdsbeen heeft een inkeping in de voorste zijrand waar het traanbeen in past. Het postorbitale heeft een korte neergaande tak. De uitholling rond het bovenste slaapvenster heeft een golvende voorrand. De neergaande tak van het squamosum wordt overkapt door een beenplateau. Het dentarium is driehoekig in zijaanzicht. De achterste tanden zijn duidelijk korter. Dit zijn allemaal kenmerken die, in wisselende combinaties, bij dromaesauriden of Troodontidae voorkomen.
De tandvorm vertegenwoordigt het meest bizarre kenmerk van Fukuivenator. De kleine, wellicht voorste tand van de praemaxilla heeft een cilindervormige kroon maar het spits is aan het uiteinde spatelvormig afgeplat. Afgezien van de ietwat gelijkende bouw bij Incisivosaurus zijn zulke tanden bij Theropoda verder onbekend. Hun functie is onzeker. Een andere, grotere, premaxillaire tand is bladvormig en toont een richel op de voorrand die van het spits tot halverwege de basis loopt. De voorste maxillaire tanden zijn zeer lang en spits, aan hun uiteinde naar achteren gekromd. De achterste maxillaire tanden zijn bladvormig zonder kromming. Alle tanden missen kartelingen en hebben een min of meer ovale dwarsdoorsnede.
De hersenpan lijkt sterk op die van afgeleide Dromaeosauridae. Er zijn lange naar achteren gerichte processus paraoccipitales die een hoge basis hebben en een naar voren gericht uiteinde. De processus basipterygoidei zijn kort en naar bezijden en iets omlaag gericht. De crista prootica is gereduceerd. De uitholling in het basisfenoïde is gereduceerd. Het dolkvormig uitsteeksel is schuin naar boven gericht. Het supraoccipitale is breed zoals bij de Troodontidae. Een CAT-scan bracht de bouw van het oor aan het licht. De halfcirkelvormige kanalen vormen ieder ook werkelijk een cirkel in een vlak zodat het geheel een vierkant profiel, net als bij vogels maar niet driehoekig als bij de meeste meer basale theropoden. Ook vogelachtig is het feit dat het achterste kanaal onder het niveau van het horizontale kanaal ligt. Het slakkenhuis lijkt ook op dat van vogels.

#### Postcrania
Fukuivenator heeft minstens elf halswervels, meer dan bij de meeste theropoden. De halswervels zijn lang en laag met een vierkante dwarsdoorsnede. Bij de voorste wervels zijn de voorste facetten sterk naar voren en beneden gedraaid, tot bijna het niveau van de onderkant van de wervel, iets wat de nek sterk gekromd moet hebben. De voorste wervels hebben bovenop ook een uitgebreid beenplateau, vooral van achteren breed, dat gevormd is door een aaneengroeien van de normale richels. Bij de middelste wervels ligt de onderrand van wat Xu het "hypantrum" noemde, eigenlijk de uitholling tussen de voorste gewrichtsuitsteeksels, onder het niveau van de bovenrand van het ruggenmergkanaal. De top van het doornuitsteeksel van de draaier is overdwars verbreed. Bij de verdere wervels is het doornuitsteeksel gevorkt door een gleuf in de bovenkant, iets wat verder bij theropoden onbekend is maar wel bij sommige Sauropoda voorkomt en daar verklaard is als een groeve voor een pees. De ribben van de draaier zijn korter dan het wervellichaam; die van de overige wervel iets langer. De nekribben hebben aan de voorste binnenkant complexe pneumatische openingen en zijn dus gepneumatiseerd. De voorste uitsteeksels van sommige nekribben zijn gevorkt.
Er zijn minstens tien ruggenwervels. De ruggenwervels zijn langer dan hoog terwijl ze bij grote theropoden typisch hoger dan lang zijn. De voorste drie wervels hebben, net als de achterste twee halswervels, scherpe hypapofysen aan de voorste onderrand. Alle ruggenwervels zijn volgens Xu gepneumatiseerd door spleetvormige pleurocoelen die naar achteren in de reeks in grootte toenemen. Volgens Mortimer gaat het om fossae die althans achter in de reeks geen pneumatische openingen bezitten en dus geen pleurocoelen mogen heten. De zijuitsteeksels zijn staafvormig en ook de parapofysen vormen, zij het korte, steeltjes, afgeleide kenmerken. Bij de middelste en achterste wervels vormt de hyposfeen een goot met de facetten van de achterste gewrichtsuitsteeksels bezijden. Bij de voorste en achterste wervels zijn de doornuitsteeksels achteraan verbreed, bij de middelste wervels ook vooraan.
Er zijn minstens zes sacrale wervels in het heiligbeen. Vier daarvan zijn vergroeid. Ook de voorste sacrale wervels hebben fossae op de zijkanten. De middelste sacrale wervels zijn niet verbreed. Het heiligbeen is licht gewelfd. Over de onderkant loopt een zeer ondiepe groeve die alleen achteraan een lichte kiel omvat. Volgens Xu zou dit de voorloper van de kiel van de Alvarezsauroidea kunnen zijn. De gewrichtsuitsteeksels zijn vergroeid tot een plateau naast de doornuitsteeksels, net als bij de dromaeosauriden. Het vergroeide geheel van sacrale ribben en zijuitsteeksels is hoog en aan de uiteinde verticaal gevorkt, een uniek kenmerk binnen de Theropoda met uitzondering van Gallimimus.
De dertig gevonden staartwervels vertegenwoordigen het merendeel van de staartreeks waarvan het totaal op vijfendertig geschat is. Een voorste staartwervel toont fossae op de zijkanten van het wervellichaam. De middelste staartwervels zijn verlengd maar niet extreem. Naar achteren in reeks neemt de diepte van de groeve in de onderkant toe. De zijuitsteeksels komen tot en met de achtste wervel voor en zijn taps toelopen in plaats van verbreed. Zoals bij de meeste basale Tetanurae zijn de doornuitsteeksel in die zin in zijaanzicht gevorkt dat ze aan beide uiteinden een hoger uitsteeksel hebben. De voorste wervels hebben nog veel richels, ook tussen de achterste gewrichtsuitsteeksels en het wervellichaam. De facetten van de gewrichtsuitsteeksels liggen midden op het uitsteeksel en zijn overdwars verbreed. De voorste gewrichtsuitsteeksels van de middelste wervel zijn zeer lang, hoog gekromd en aan het uiteinde voorzien van een verticale splitsing of vork, volgens Xu een uniek kenmerk binnen de Theropoda: Mortimer wees erop dat ook afgeleide dromaeosauriden dit kenmerk bezitten.
In de schoudergordel heeft het scapulocoracoïde, de vergroeiing van schouderblad en ravenbeksbeen, een L-vorm in zijaanzicht. De processus acromialis van het schouderblad is rechthoekig en boven het schoudergewricht bevindt zich een kleine groeve, beide kenmerken die typerend zijn voor basale Maniraptoriformes. Het schouderblad is korter dan het opperarmbeen, zoals bij de Paraves. Het onderste blad van het ravenbeksbeen is breed als bij afgeleide Maniraptora maar heeft een lang achterste uitsteeksel wat op de situatie bij de Ornithomimosauria lijkt.
De voorpoten hebben driekwart van de lengte van de achterpoten; het bezit van lange voorpoten is binnen de Tetanurae een afgeleid kenmerk. Het opperarmbeen is slank en naar voren gebogen in plaats van recht. De bovenste binnenhoek is plat en breed. De deltopectorale kam is onderaan iets overdwars verbreed. De kam heeft een groeve nabij de buitenrand van de achterkant, vermoedelijk voor de aanhechting van de Musculus deltoideus. Er bevinden zich sterk uitstekende beenstijlen richting de onderste gewrichtsknobbels, aan de voorzijde en, meer naar boven doorlopend, de achterzijde. De naar achteren gebogen ellepijp heeft bovenaan een grote naar voren uitstekende processus coronoides en een grote naar achteren gerichte processus olecrani. Het spaakbeen is wat slanker dan de ellepijp. Het eerste middenhandsbeen heeft de helft van de lengte van het tweede en het ondervlak ervan is maar weinig afgevlakt zodanig dat de duim slechts in geringe mate zal hebben afgestaan, net als bij Ornithomimosauria. Het derde middenhandsbeen is duidelijk verkort en naar buiten gebogen, een afgeleid kenmerk. De bovenste onderkant van het eerste kootje van de eerste vinger draagt twee lengterichels. Het tweede kootjes is kort en heeft een enkele korte richel in dezelfde positie. De eerste handklauw is hoog en sterk gekromd maar heeft slechts een kleine en naar boven gelegen bult voor de pees van de buigende spier. De tweede handklauw is wat vlakker en langer met een meer naar het uiteinde gelegen bult. De derde klauw is veel kleiner, het sterkst gekromd maar met de punt niet ver naar beneden uitstekend.
In het bekken heeft het schaambeen een schacht met een ronde dwarsdoorsnede. Tussen de voorranden van de beide schachten bevindt zich een lang beenschort. Het zitbeen heeft een staafvormige schacht, een basaal kenmerk.
In het dijbeen wordt de vleugelvormige trochanter minor van de nauwe trochanter major gescheiden door een diepe kloof, een basaal kenmerk. Afgeleid daarentegen is de verheffing op de zijkant van de trochanter major en de lage scherpe vierde trochanter, de verticale richel op de achterzijde. Het eerste middenvoetsbeen ligt op de binnenzijde van het tweede middenvoetsbeen waarvan het bovenvlak rond is. Het derde middenvoetsbeen heeft onderaan slechts een zwak ontwikkeld rolgewricht. Het vierde middenvoetsbeen is bovenop driehoekig in dwarsdoorsnede. De eerste teen is kort en tamelijk robuust. Volgens Xu is de tweede teen robuust met aanpassingen aan het bezit van een sikkelklauw zoals een verdikte bovenrand van het onderst egewrichtsvlak. De tweede voetklauw is echter maar iets vergroot, relatief kleiner dan bij Ornitholestes, en alle klauwen zijn ongeveer gelijkelijk gematigd gekromd; een verdikte bovenrand komt ook voor bij Tanycolagreus zonder dat die een sikkelklauw heeft. De tweede, derde en vierde teen zijn ongeveer even lang; de derde is de langste. Mortimer wees erop dat de fotografische illustraties van de voet in het beschrijvende artikel de teenkootjes fout gegroepeerd hebben zodat de tweede teen te kort lijkt.

## Fylogenie
Het bleek moeilijk de positie van Fukuivenator in de evolutionaire stamboom te bepalen. Een cladistische analyse leverde allerlei slecht ondersteunde uitkomsten op en de toepassing van een heel arsenaal aan statistische bewerkingen verhelderde de zaak nauwelijks. De bizarre combinatie van basale en afgeleide kenmerken leidt kennelijk tot schijnverwantschappen. De beschrijvers namen aan dat de overeenkomsten met de Dromaeosauridae op convergente evolutie berustten in plaats van een nauwe verwantschap. De conclusie was dat Fukuivenator in ieder geval basaal in de Coelurosauria staat, mogelijk basaal in de Maniraptora en dat de relatie met de Compsognathidae, de Ornithomimosauria en Ornitholestes niet betrouwbaar te bepalen valt. Overigens zou het maar drie stappen, dus drie extra overeenkomsten, vergen om Fukuivenator in de Dromaeosauridae te laten vallen.
De Italiaanse paleontoloog Andrea Cau vond Fukuivenator, door de gegevens daarvan aan zijn grotere analyse toe te voegen, als de zustersoort van de Pennaraptora.

## Levenswijze
De spatelvormige voorste tanden, niet gekartelde maxillaire tanden en de lange nek duiden er volgens de beschrijvers op dat Fukuivenator, ondanks zijn naam, juist geen jager was maar een planteneter of althans een alleseter. Hij zou een overgangsfase kunnen vertegenwoordigen in de evolutie naar de Ornithomimosauria.